# AdMob
AdMob è un'azienda statunitense, fondata da Omar Hamoui, di proprietà di Google Inc. dal novembre 2009; è l'applicazione utilizzata da Google per la monetizzazione di app e per il guadagno online tramite annunci.

## Storia
L'azienda fu fondata da Omar Hamoui, allora studente della Wharton School of the University of Pennsylvania, il 10 aprile 2006. Nel 2009 Google Inc. acquistò l'azienda per 750 milioni di dollari il 27 maggio del 2010. Anche Apple Inc. espresse la volontà di acquistare l'azienda. Precedentemente, AdMob acquistò la compagnia AdWhirl, chiamata anche Adrollo, che si occupava di creare advertisements per le applicazioni di iOS. Attualmente, AdMob offre soluzioni di advertising per molte piattaforme, come Android, iOS, webOS, Flash Lite, Windows Phone e tutti standard web browser mobile.
Il 16 maggio 2013 Google ha annunciato un rebuild della piattaforma AdMob al I/O 2013, utilizzando tecnologie dalle loro piattaforme come Google AdSense.

## Riconoscimenti
- 2009 - The Top Ten mobiThinkers 2009.[11]
- 2010 - Mobile Premier Award.[12]
- 2010 - "Hottest Silicon Valley Companies" Lead411.[13]

## AdMob Mafia
Il grande prezzo pagato da Google per acquistare AdMob ha comportato una distribuzione generosa dei proventi delle vendite alle sue prime assunzioni. Molti da allora sono diventati investitori prolifici in startup tecnologiche, e sono conosciuti a Londra come AdMob Mafia, in riferimento al famoso Paypal Mafia. In particolare, Chung Man Tang, Russell Buckley, Jules Maltz e Charles Yim sono stati coinvolti nell'investire e consigliare le startup, con Russell Buckley che ha assunto il ruolo di consulenza al governo britannico sugli investimenti di venture capital nell'ecosistema tecnologico del Regno Unito.